# Ніколас Гайтан
Ніколас Гайтан (ісп. Nicolás Gaitán, нар. 23 лютого 1988, Сан-Мартін, Аргентина) — аргентинський футболіст, півзахисник португальського клубу «Пасуш-де-Феррейра». Грав за національну збірну Аргентини.
Чемпіон Аргентини, триразовий чемпіон Португалії, володар кубка Португалії.

## Клубна кар'єра
Вихованець футбольної школи клубу «Бока Хуніорс». Дорослу футбольну кар'єру розпочав 2008 року в основній команді того ж клубу, в якій провів два сезони, взявши участь у 66 матчах чемпіонату. Більшість часу, проведеного у складі «Бока Хуніорс», був основним гравцем команди.
До складу клубу «Бенфіка» приєднався 2010 року. За шість років, проведених в Лісабоні, відіграв за цю команду 152 гри національної першості, забивши 25 голів.
19 липня 2016 року був офіційно представлений гравцем мадридського «Атлетіко», який сплатив за перехід аргентинця 25 мільйонів євро. В «Атлетіко» Гайтан так і не став гравцем основного складу, зігравши лише в приблизно половині матчів чемпіонату та єврокубків. Загалом провів за «Атлетіко» 49 матчів і забив 4 голи.
26 лютого 2018 Гайтан разом з одноклубником Янніком Карраско переїхали до Китаю, де приєдналися до клубу «Далянь Їфан» (який щойно викупила колишній акціонер «Атлетіко» Wanda Group). За Гайтана мадридці отримали 18 мільйонів євро. За рік провів 28 матчів за китайський клуб у чемпіонаті та забив 2 голи. Попри роль лідера півзахисту клубу та статус улюбленця місцевої публіки, у лютому 2019 далянський клуб розірвав контракт з аргентинцем через ліміт на легіонерів, щоб підписати Марека Гамшика.
Сезон 2019 Гайтан провів у МЛС, приєднавшись 14 березня 2019 до «Чикаго Файр». У регулярному сезоні провів 27 матчів і забив 4 голи, до плей-оф не кваліфікувався.
31 січня 2020 перейшов до французького «Лілля». Клуб з півночі Франції шукав заміну травмованому Юсуфу Язиджи, і Гайтан зацікавив їх своїм досвідом та здатністю обігрувати суперників один на один. Гайтан поступово набирав форму, але так і не зміг стати основним гравцем до припинення змагань через пандемію коронавірусної хвороби 2019, вийшовши на заміну лише 4 рази загалом на 50 хвилин.
У серпні 2020 року повернувся до Португалії, де його новим клубом стала «Брага».

## Виступи за збірну
2009 року дебютував в офіційних матчах у складі національної збірної Аргентини. Протягом наступних семи років взяв участь у 19 іграх національної команди, в яких забив два голи.
| Дата       | Місто        | Господарі  | Результат | Гості      | Турнір                         | Голи | Примітки |
| ---------- | ------------ | ---------- | --------- | ---------- | ------------------------------ | ---- | -------- |
| 30-09-2009 | Кордова      | Аргентина  | 2 – 0     | Гана       | товариський матч               | -    | 66'      |
| 26-01-2010 | Сан-Хуан     | Аргентина  | 3 – 2     | Коста-Рика | товариський матч               | -    | 46'      |
| 10-02-2010 | Ла-Плата     | Аргентина  | 2 – 1     | Ямайка     | товариський матч               | -    | 60'      |
| 29-03-2011 | Сан-Хосе     | Коста-Рика | 0 – 0     | Аргентина  | товариський матч               | -    |          |
| 01-06-2011 | Абуджа       | Нігерія    | 4 – 1     | Аргентина  | товариський матч               | -    |          |
| 05-06-2011 | Варшава      | Польща     | 2 – 1     | Аргентина  | товариський матч               | -    | 78'      |
| 03-09-2014 | Дюссельдорф  | Німеччина  | 2 – 4     | Аргентина  | товариський матч               | -    | 83'      |
| 14-10-2014 | Гонконг      | Гонконг    | 0 – 7     | Аргентина  | товариський матч               | 2    | 73'      |
| 18-11-2014 | Манчестер    | Аргентина  | 0 – 1     | Португалія | товариський матч               | -    | 46'      |
| 04-09-2015 | Х'юстон      | Аргентина  | 7 – 0     | Болівія    | товариський матч               | -    | 65'      |
| 13-10-2015 | Асунсьйон    | Парагвай   | 0 – 0     | Аргентина  | Відбір до ЧС 2018              | -    | 84'      |
| 13-11-2015 | Буенос-Айрес | Аргентина  | 1 – 1     | Бразилія   | Відбір до ЧС 2018              | -    | 70'      |
| 27-05-2016 | Сан-Хуан     | Аргентина  | 1 – 0     | Гондурас   | товариський матч               | -    | 64'      |
| 03-06-2016 | Сан-Хосе     | Аргентина  | 2 – 1     | Чилі       | Копа Америка 2016 - 1-й етап   | -    | 87'      |
| 10-06-2016 | Чикаго       | Аргентина  | 5 – 0     | Панама     | Копа Америка 2016 - 1-й етап   | -    | 66'      |
| 18-06-2016 | Фоксборо     | Аргентина  | 4 – 1     | Венесуела  | Копа Америка 2016 - 1/8 фіналу | -    | 27' 67'  |
| 01-09-2016 | Буенос-Айрес | Аргентина  | 1 – 0     | Уругвай    | Відбір до ЧС 2018              | -    | 85'      |
| 06-09-2016 | Мерида       | Венесуела  | 2 – 2     | Аргентина  | Відбір до ЧС 2018              | -    | 82'      |
| 11-10-2016 | Кордова      | Аргентина  | 0 – 1     | Парагвай   | Відбір до ЧС 2018              | -    | 58'      |
| Усього     |              | Матчів     | 19        |            | Голів                          | 2    |          |

## Титули і досягнення

### Командні
- Чемпіон Аргентини: 2008 Апертура
- Чемпіон Португалії: 2013-14, 2014-15, 2015-16
- Володар кубка Португалії: 2013-14, 2019-20
- Володар Кубка португальської ліги: 2010-11, 2011-12, 2013-14, 2014-15, 2015-16
- Володар Суперкубка Португалії: 2014
- Переможець Ліги Європи: 2017-18
- Срібний призер Кубка Америки: 2016